# Joaquim Pi i Arsuaga
Joaquim Pi i Arsuaga (1854-1939) fou un metge, periodista i polític català, fill de Francesc Pi i Margall.

## Biografia
Militant del republicanisme federalista, donà suport al seu germà Francesc Pi i Arsuaga aleshores un dels caps destacables del Partit Republicà Democràtic Federal, qui es presentà infructuosament a les eleccions generals de 1901 pel districte de Sabadell, però no va sortir escollit, encara que sí que ho aconseguí el 1903, el 1905 i per la Solidaritat Catalana a les eleccions de 1907.
A la mort del seu germà el va substituir com a cap del PRDF a Barcelona, i quan es va proclamar la Segona República Espanyola es va escindir juntament amb Eduardo Barriobero per a fundar l'Extrema Esquerra Federal, partidària de situar-se a l'esquerra d'ERC i mantenir contactes amb els anarcosindicalistes, mentre que la direcció oficial, dirigida per Abel Velilla Sarasola, era partidària d'incloure en el pacte republicà el Partit Republicà Radical. A les eleccions generals espanyoles de 1931 fou elegit diputat per Barcelona. Al Congrés dels Diputats va demanar que la República es configurés de forma federal a partir dels municipis i votà a favor de l'Estatut d'autonomia de Catalunya.